# MacOS Tahoe
macOS Tahoe (версия 26) — двадцать второй предстоящий выпуск macOS, операционной системы Apple для компьютеров Mac. Tahoe является прямым преемником macOS Sequoia, который был анонсирован на WWDC 2025 9 июня  2025 года вместе с iOS 26, iPadOS 26 и другими операционными системами. Она названа в честь озера Тахо в Калифорнии, в соответствии с практикой Apple называть выпуски macOS в честь достопримечательностей штата.
macOS Tahoe станет первой версией macOS, в которой Mac Mini и MacBook Air будут работать исключительно на базе процессоров Apple, поскольку поддержка последних моделей на базе процессоров Intel будет прекращена. macOS Tahoe станет последним выпуском macOS с поддержкой процессорной архитектуры x86-64 и последней версией macOS, поддерживающей компьютеры Mac на базе Intel.

## Разработка
macOS Tahoe была анонсирована старшим вице-президентом по разработке программного обеспечения Крейгом Федериги на Всемирной конференции разработчиков Apple (WWDC) 9 июня 2025 года. Она была анонсирована одновременно с iOS 26, iPadOS 26 и watchOS 26. Бета-версия для разработчиков была выпущена в тот же день.

## Функции
macOS Tahoe представляет несколько новых функций и улучшений, в основном касающихся пользовательского интерфейса:
- Пользовательский интерфейс был полностью переделан впервые со времен macOS Big Sur для использования Liquid Glass вместо Aqua, что сделало его еще более согласованным с другими платформами Apple, которые также его получили. Панель меню теперь полностью прозрачна. Значки приложений были переделан, теперь они такие же, как в iOS и iPadOS, а не измененные версии значков. Форма значка приложения, представленная в MacOS Big Sur, теперь является обязательной, значок корзины обновлен, а сторонние приложения, нарушающие это правило, будут помещены в форму значка приложения.
- Папки теперь можно настраивать, используя такие функции, как возможность менять цвета и эмодзи.
- Поиск Spotlight был переработан и получил быстрые действия, сочетания клавиш, поиск в строке меню и интеграцию с Apple Intelligence.
- Многие функции iOS и iPadOS были перенесены на Mac, такие как изменение цвета приложений, настройка экрана блокировки и Live Activities.
- Приложения «Телефон» и «Журнал» теперь включены в состав macOS. Приложение «Телефон» использует Continuity для интеграции с iPhone.
- Центр управления был переработан и теперь функционирует так же, как и версия iOS, представленная в iOS 18/iPadOS 18.
- Launchpad, представленный в OS X Lion и в основном не изменившийся с тех пор, был перепрофилирован в функцию «Приложения», которая похожа на библиотеку приложений, используемую в iOS с iOS 14 и iPadOS 14. Она интегрирована в интерфейс Spotlight. Приложения iPhone также отображаются в списке приложений через Continuity с iPhone пользователя и будут запускаться через iPhone Mirroring.
- Приложение «Лупа», сигналы движения транспортного средства, общесистемный считыватель доступности и поддержка дисплеев Брайля входят в число расширенных функций доступности[7][8].

## Поддерживаемое оборудование
macOS Tahoe поддерживает все компьютеры Mac с процессорами Apple Silicon и некоторые компьютеры Mac с процессорами Intel Coffee Lake и Xeon-W 9-го поколения, выпущенными с конца 2019 года, что официально ознаменовало прекращение поддержки компьютеров Mac с клавиатурой Butterfly Keyboard или без процессоров серии T.
Единственными поддерживаемыми компьютерами Intel Mac являются Mac Pro 2019 года, 16-дюймовый MacBook Pro 2019 года, 13-дюймовый MacBook Pro 2020 года с четырьмя портами Thunderbolt и iMac 2020 года. Совместимы следующие устройства:
- iMac (2020 и более поздние версии)
- MacBook Air с Apple Silicon (2020 и более поздние версии)
- MacBook Pro с Apple Silicon (2020 и более поздние версии)
- MacBook Pro (16 дюймов, 2019 г.) и MacBook Pro (13 дюймов, 2020 г., четыре порта Thunderbolt 3)
- Mac Mini (2020 и более поздние версии)
- Mac Pro (2019 и более поздние версии)
- Mac Studio (все модели)

Во время своего мероприятия Platforms State of the Union на WWDC 2025 компания Apple объявила, что macOS Tahoe станет последней версией macOS, которая поддерживает компьютеры Intel Mac.